# Bart Staes

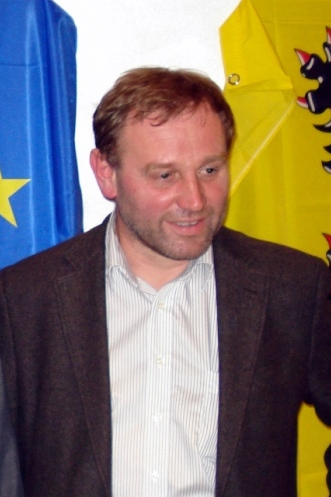
Bart Staes (2007)

Bart Staes este un om politic belgian, membru al Parlamentului European din partea Belgiei în legislatura 1999-2004 și în legislatura 2004-2009.
1. ↑  Deputații în Parlamentul European